# 萧大心
蕭大心（523年—551年10月2日），字仁恕，梁簡文帝蕭綱第二子，母为陈淑容。
中大通四年（532年），封当阳县公，食邑一千五百户。大同元年（535年），出任使持节、都督郢、南司、北司、定、新五州诸军事、轻车将军、郢州刺史（有長史王沖、限內記室參軍沈眾）。大同七年（541年），改任侍中、兼石头戍军事。太清元年（547年），出任云麾将军、江州刺史。
太清二年（548年），侯景进攻建康，大心招集士卒数万，准备赴援建康。太清三年（549年），京城陷落，梁武帝被困餓死，侯景立太子蕭綱为帝。上甲侯萧韶南奔，宣密诏，加蕭大心为散骑常侍，进号平南将军（有中兵參軍魯廣達）。六月壬辰（7月18日），封寻阳郡王，食邑二千户。
大宝元年七月戊辰（550年8月18日），任约进攻江州，蕭大心举州出降。大宝二年八月戊午（551年10月2日），侯景废蕭綱为晋安王，杀害蕭大心。萧大心临死前绕床对侯景厢公王僧贵说：“我以全州归命，何忍相苦？”被射死。得年二十九岁。皇太子萧大器、西阳王萧大钧、武宁王萧大威、建平王萧大球、义安王萧大昕也同时被杀。